# Neoperla amoena
Neoperla amoena (лат.) — вид веснянок рода Neoperla из семейства настоящие веснянки (Perlidae).

## Распространение
Африка.

## Описание
Веснянки средней величины (около 1 см). Длина передних крыльев 8,8—13,3 мм. Половые особи различаются по окраске, голотип самца ярко-желтый, с черноватыми отметинами. Дугообразная фасция вдоль затылочного шва сужается к глазам, посередине она соединяется с глазничной меткой. Затылок ярко-желтый. Щупики и скапус желтые, педицеллюс и жгутик темно-коричневые. Пронотум светло-коричневый, крылья коричневые, жилка Rs с 2 терминальными ветвями. Основание бедер ярко-желтое, дистальная треть и все голени и лапки темно-коричневые. Самка светло-охристая. ДНК голотипа самца из Мали, паратип самца из Южного Судана и паратип самки из Гвинеи были секвенированы с использованием метода геномного скиминга (паратипы) и получена поддержка (56,4/97/98) таксона как сестринского для Neoperla crustata.

## Таксономия и этимология
Таксон был впервые описан в 2023 году немецким энтомологом Питером Цвиком (Шлиц; Германия) и австралийским биологом Андреасом Цвиком (Australian National Insect Collection; CSIRO; Канберра, Австралия). Название вида происходи т от латинского слова amoenus (приятный, красивый) и обозначает привлекательную внешность некоторых самцов.